# 接姓
接姓，一個漢姓，人數較少，一般认为是春秋時期齊國源桀的後代。

## 來源

### 源于姜姓
中国春秋時期齊國有子源桀，后改为接姓，称为接子。
“慎到，赵人。田骈、接子，齐人。环渊，楚人。皆学黄老道德之术，因发明序其指意。故慎到著十二论，环渊著上下篇。而田骈、接子皆有所论焉。”

### 源于芈姓
春秋末年楚国接舆，后世流传接姓。

## 延伸阅读
[在维基数据编辑]
 《欽定古今圖書集成·明倫彙編·氏族典·接姓部》，出自陈梦雷《古今圖書集成》